# Jambville
Jambville is een gemeente in het Franse departement Yvelines (regio Île-de-France) en telt 777 inwoners (2021). De plaats maakt deel uit van het arrondissement Mantes-la-Jolie.

## Geografie
De oppervlakte van Jambville bedraagt 4,8 km², de bevolkingsdichtheid is 150,2 inwoners per km².
De onderstaande kaart toont de ligging van Jambville met de belangrijkste infrastructuur en aangrenzende gemeenten.

## Demografie
Onderstaande figuur toont het verloop van het inwonertal (bron: INSEE-tellingen).